# Erich Eliskases

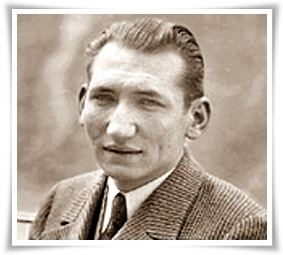
Erich Eliskases

Erich Gottlieb Eliskases (* 15. Februar 1913 in Innsbruck; † 2. Februar 1997 in Córdoba/Argentinien) war ein österreichisch-argentinischer Schach-Großmeister.

## Leben
Der Vater von Erich Eliskases war Schneidermeister. Die Familie ladinischer Herkunft stammte aus dem Südtiroler Ort Bruneck. Nach der Schulausbildung studierte Eliskases zunächst an der Hochschule für Welthandel in Wien, brach sein Studium aber zugunsten des professionellen Schachspielens ab. Seit 1939 lebte er in Südamerika. In den 1940er Jahren zwangen ihn Existenzsorgen wieder in bürgerliche Berufe. Im Jahr 1951 ließ er sich in Córdoba nieder und nahm die argentinische Staatsbürgerschaft an. Am 18. Mai 1954 heiratete er in Córdoba die Argentinierin Maria Esther Almedo. Mit ihr hatte er einen Sohn, Carlos Enrico. 1997 starb er in seiner Wahlheimat.

## Schachkarriere

### Beginn der Laufbahn
Schach hatte er im Alter von zwölf Jahren erlernt. „Aber infolge seiner Jugend konnte er in einem Schachverein keine Aufnahme finden.“ 1926 trat er dem kurz zuvor gegründeten Verein Innsbrucker Schachgesellschaft bei und lernte viel von dessen Präsidenten, dem Tiroler Meisterspieler Carl Wagner. 1928 wurde er Tiroler Meister. Durch seine Erfolge in den Klubturnieren qualifizierte er sich für das Meisterschaftsturnier des Österreichischen Schachverbandes in Innsbruck 1929, das er mit 6,5 aus 9 Punkten zusammen mit Esra Glass gewann, woraufhin beiden Spielern der österreichische Meistertitel zuerkannt wurde. Die Wiener Schachzeitung schrieb damals: Besonders bemerkenswert ist der Erfolg des 16-jährigen Tiroler Landesmeisters Eliskases, der eine gesunde Spielauffassung und reifes Können bewiesen hat. Man wird sich seinen Namen gut merken müssen, denn von ihm sind bei seiner Jugend noch große Taten zu erwarten. Ein Jahr später vertrat Eliskases erstmals Österreich bei der Schacholympiade 1930 in Hamburg und erzielte ein hervorragendes Ergebnis (+8, −1, = 6). Im Herbst 1931 zog er nach Wien um, wo er an der Exportakademie studierte, nachdem er zuvor das Studium an der Innsbrucker Wirtschaftsakademie abgeschlossen hatte, wo er dem Schachklub Hietzing beitrat und das jährliche Klubturnier gewann. Im Oktober 1932 besiegte er Rudolf Spielmann in einem Wettkampf mit 5,5:4,5 (+3 =5 −2) und im Januar 1933 gewann er ein Schachturnier in Wien mit 10,5 aus 13 Punkten vor Ernst Grünfeld.

### Aufstieg zur erweiterten Weltspitze
Während der 1930er Jahre entwickelte er sich zu einem der besten Spieler der Welt und nahm an jedem wichtigen Turnier teil. Mit der österreichischen Nationalmannschaft nahm er 1933 in Folkestone und 1935 in Warschau erneut an Schacholympiaden teil und erreichte 1935 das beste Einzelergebnis am dritten Brett. Seine erfolgreichste Phase brach Ende der 1930er Jahre an, als er in Zürich und Swinemünde 1936 sowie in Noordwijk 1938 (vor Paul Keres und Max Euwe), Mailand 1939 und Bad Harzburg 1939 siegte. 1939 in Bad Elster wurde er vor Josef Lokvenc ebenfalls Erster. Dazwischen sekundierte er 1937 Alexander Aljechin im WM-Kampf gegen Euwe. Nach dem Anschluss Österreichs gewann er 1938 und 1939 die Meisterschaften des Großdeutschen Schachbundes. In einem 1939 organisierten Wettkampf gegen Efim Bogoljubow siegte er mit 11,5:8,5 (+6 =11 −3). Bei der inoffiziellen Schacholympiade 1936 in München spielte er am Spitzenbrett für Österreich mit einem Ergebnis von (+7 =13 −0). Er war auch der Spitzenspieler der Großdeutschen Mannschaft bei der Schacholympiade 1939 in Buenos Aires, als während des Turniers der Zweite Weltkrieg ausbrach. Nachdem sie die deutsche Mannschaft zum Sieg bei der Olympiade geführt hatten, kehrten er und seine Mannschaftskameraden Ludwig Engels, Paul Michel, Albert Becker und Heinrich Reinhardt nicht mehr nach Europa zurück, sondern begannen ein neues Leben in Südamerika.

### Partiebeispiel
|   | a | b | c | d | e | f | g | h |   |
| 8 |   |   |   |   |   |   |   |   | 8 |
| 7 |   |   |   |   |   |   |   |   | 7 |
| 6 |   |   |   |   |   |   |   |   | 6 |
| 5 |   |   |   |   |   |   |   |   | 5 |
| 4 |   |   |   |   |   |   |   |   | 4 |
| 3 |   |   |   |   |   |   |   |   | 3 |
| 2 |   |   |   |   |   |   |   |   | 2 |
| 1 |   |   |   |   |   |   |   |   | 1 |
|   | a | b | c | d | e | f | g | h |   |

In der folgenden Partie besiegte Eliskases im hochklassig besetzten Turnier zu Semmering/Baden 1937 mit den weißen Steinen den Ex-Weltmeister José Raúl Capablanca in einem präzise geführten Läuferendspiel.
Eliskases–Capablanca 1:0
Baden, 22. September 1937
Slawische Verteidigung (Tschechische Verteidigung), D17
1. d4 d5 2. c4 c6 3. Sf3 Sf6 4. Sc3 dxc4 5. a4 Lf5 6. Se5 Sbd7 7. Sxc4 Dc7 8. g3 e5 9. dxe5 Sxe5 10. Lf4 Sfd7 11. Lg2 f6 12. 0–0 Td8 13. Dc1 Le6 14. Sxe5 Sxe5 15. a5 a6 16. Se4 Lb4 17. Ld2 De7 18. Lxb4 Dxb4 19. Dc5 Dxc5 20. Sxc5 Lc8 21. Tfd1 Ke7 22. b3 Sf7 23. e4 Td6 24. Txd6 Kxd6 25. b4 Kc7 26. Td1 Td8 27. Txd8 Sxd8 28. f4 b6 29. axb6+ Kxb6 30. Lf1 Se6 31. Sa4+ Kc7 32. Kf2 g5 33. Ke3 gxf4+ 34. gxf4 Sg7 35. Sc5 Se6 36. Sxe6+ Lxe6 37. Kd4 Kb6 38. Lc4 Lg4 39. e5 fxe5+ 40. fxe5 h6 41. h4 Lh5 42. e6 Le8 43. Ld3 Kc7 44. Kc5 Lh5 45. Lh7 Lg4 46. e7 Kd7 47. Le4 Kxe7 48. Lxc6 Le2 49. Lb7 Kd7 50. Kb6 Kd6 51. Lxa6 Lf3 52. Ka5 Lc6 53. Lb5 Lf3 54. Ld3 Lc6 55. Lc2 Kc7 56. La4 Lf3 57. b5 Kb7 58. b6 Le2 59. Lc2 Lf3 60. Ld3 Lg2 61. La6+ Kc6 62. Lc8 Lf1 63. Lg4 Ld3 64. Lf3+ Kd6 65. Lb7 Le2 66. La6 Lf3 67. Lf1 Lb7 68. Lh3 Ke7 69. Kb5 Kd6 70. Lf5 Ke7 71. Kc5 Lg2 72. Lc8 Kd8 73. La6 Lf3 74. Kd6 Lg2 75. Lc4 Kc8 76. Ld5 Lf1 77. Ke6 Le2 78. Kf6 Kd7 79. Kg6 h5 80. Kg5 Kd6 81. Lf7 Kc6 82. Lxh5 1:0

### Karriereausklang in Südamerika
Eliskases' Verbleib auf der anderen Seite des Atlantiks zerschlug die Pläne deutscher Schachfunktionäre, im Jahr 1941 einen Weltmeisterschaftskampf zwischen Aljechin und Eliskases in Deutschland auszurichten. Er gewann 1948 in Mar del Plata (vor Ståhlberg und Najdorf) in einem starken und internationalen Feld; in der retrospektiv errechneten Weltrangliste zählte er so immer noch zu den zehn besten Spielern der Welt. 1950 erhielt er von der FIDE den Titel Internationaler Meister bei der Erstverleihung. Eliskases konnte sich für das Interzonenturnier 1952 in Stockholm-Saltsjöbaden qualifizieren. Mit dem ungeteilten 10. Platz bei 21 Teilnehmern, wobei sich die ersten acht Spieler für das Kandidatenturnier qualifizierten, gelang Eliskases ein gutes Ergebnis. Die FIDE verlieh ihm im gleichen Jahr den Großmeistertitel. Eliskases spielte seitdem nur noch selten an Turnieren außerhalb Südamerikas und konnte nicht mehr ganz an seine früheren schachlichen Erfolge anknüpfen. Hervorzuheben ist sein alleiniger zweiter Platz beim traditionsreichen Hochofenturnier in Beverwijk 1959, hinter Olafsson, vor Spielern wie Donner, O’Kelly de Galway oder Larsen. Für Argentinien spielte er noch viermal in den Jahren 1952, 1958, 1960 und 1964 bei Schacholympiaden, er erreichte mit der Mannschaft 1952 den zweiten und 1958 den dritten Platz. Sporadisch nahm er noch bis in die 1970er Jahre an Turnieren teil.

### Schachliterarische Produktion
Ein von Eliskases bereits 1941 verfasstes Buch erschien im Jahr 2000 unter dem Titel Stellungsspiel erstmals in deutscher Sprache. 1962 erschien in Amsterdam seine deutsche Übersetzung von Román Toráns Biographie David Bronstein – Schöpfergeist der neuesten Schachrichtung (das spanische Original kam 1957 in Madrid heraus), die Eliskases zudem mit eigenen Analysen erweiterte.

### Historische Weltrangliste
Im Jahr 1948 erreichte Eliskases mit Rang 7 sein höchstes Ranking. Seine beste historische Elo-Zahl war 2713 im Jänner 1949, welche Platz 8 der Weltrangliste bedeutete. Von den frühen 1930er Jahren bis Mitte der 1950er Jahre gehörte Eliskases durchgehend zu den 25 stärksten Spielern der Welt.